# Corazón gigante
Corazón gigante (Fúsi en islandés) es una película dramática islandesa de 2015 dirigida por Dagur Kári y protagonizada por Gunnar Jónsson y Ilmur Kristjánsdóttir. El estreno tuvo lugar a nivel mundial siendo la 65 edición del Festival de Berlín su primera proyección como parte del programa. En cambio, el estreno a nivel nacional tuvo lugar un mes después en las carteleras islandesas.
Fue premiada en el Festival de Cine de Tribeca de 2015 al mejor argumento y mejor actor.

## Argumento
El film cuenta la historia de Fúsi (Gunnar Jónsson), un introvertido hombre entrado en sus 40 años que vive con su madre y trabaja como personal de tierra en un aeropuerto cercano. Como principales aficiones, están las de recrear maquetas sobre guerras, escuchar la radio y disfrutar de la comida. 
Finalmente rompe con su vida rutinaria tras su 42 cumpleaños después de haber sido apuntado a una clase de danza, donde se enamora y también debe hacer frente a sus bravucones. No obstante, en un momento dado rompe con su novia, a la que intenta ayudar a encontrar la felicidad reformando un viejo vertedero y habilitarlo para levantar una floristería antes de volver al día a día habitual.

## Reparto
- Gunnar Jónsson es Fúsi.
- Ilmur Kristjánsdóttir es Sjöfn.
- Sigurjón Kjartansson es Mörður.
- Margrét Helga Jóhannsdóttir es Fjóla.
- Franziska Una Dagsdóttir es Hera.
- Arnar Jónsson es Rolf.
- Þórir Sæmundsson es Elvar.

## Recepción
Stephen Dalton escribió una reseña en The Hollywood Reporter: "Gunnar Jónsson es una rara avis como protagonista principal, aunque se deja ver. Tanto su interpretación física como su voz cansada transmiten tormenta interior y pureza de corazón."
Sobre Kristjánsdóttir afirmó: "la actriz irradia un encanto poco convencional, a pesar de que su alicaído personaje anhelante de compasión estaría más en su lugar en una canción country que en la Islandia actual."
Antes de finalizar, Dalton comentó sobre el film: "un retrato ligero de un tema potencialmente serio, la producción de Kári es una grata adición a la carrera del cineasta, aunque demasiado dulce y tierna como para dejar una impresión duradera."